# Aneilema obbiadense
Aneilema obbiadense är en himmelsblomsväxtart som beskrevs av Emilio Chiovenda. Aneilema obbiadense ingår i släktet Aneilema och familjen himmelsblomsväxter. Inga underarter finns listade.